# Veraguas
Veraguas je jedna z 10 panamských provincií. Nachází se ve středozápadní části státu. Je jedinou provincií, která má přístup jak ke Karibskému moři, tak i Pacifiku. Zabírá 14,27 % rozlohy celé Panamy a žije zde 6,66 % panamské populace. Při sčítání obyvatelstva v roce 2010 se 8 999 obyvatel provincie přihlásilo k indiánskému původu a 3 244 lidí k africkému původu. K provincii patří i největší panamský ostrov Coiba, který figuruje na seznamu světového dědictví UNESCO.
Provincie je dále dělena na 12 distriktů:
- Atalaya (Jesús Nazareno de Atalaya)
- Calobre (Calobre)
- Cañazas (San Francisco Javier de Cañazas)
- La Mesa (La Mesa)
- Las Palmas (Las Palmas)
- Mariato (Mariato)
- Montijo (Montijo) - zahrnuje i ostrov Coiba
- Río de Jesús (La Ermita de Río de Jesús)
- San Francisco (San Francisco de la Montaña)
- Santa Fe (Santa Fe)
- Santiago (Santiago Apóstol de Veraguas)
- Soná (Soná)